# Santa María Magdalena, Hidalgo
Santa María Magdalena är en ort i Mexiko.   Den ligger i kommunen Actopan och delstaten Hidalgo, i den sydöstra delen av landet, 100 km norr om huvudstaden Mexico City. Santa María Magdalena ligger 2 413 meter över havet och antalet invånare är 341.
Terrängen runt Santa María Magdalena är huvudsakligen kuperad. Santa María Magdalena ligger uppe på en höjd som går i nord-sydlig riktning. Runt Santa María Magdalena är det ganska tätbefolkat, med 166 invånare per kvadratkilometer. Närmaste större samhälle är Actopan, 9,4 km väster om Santa María Magdalena. I omgivningarna runt Santa María Magdalena växer huvudsakligen savannskog.